# Ataeniopsis vinacoensis
Ataeniopsis vinacoensis är en skalbaggsart som beskrevs av Zdzisława Stebnicka 2003. Ataeniopsis vinacoensis ingår i släktet Ataeniopsis och familjen Aphodiidae. Inga underarter finns listade.